# Nikola Dapar
Nikola Dapar (2. července 1838 Benkovac – 16. března 1911 Benkovac) byl rakouský politik chorvatské národnosti z Dalmácie, na konci 19. století poslanec Říšské rady.

## Biografie
Profesí byl obchodníkem. Angažoval se i politicky. Působil jako první národně chorvatsky orientovaný starosta města Benkovac. Do této funkce usedl roku 1886 a starostenský post zastával po více než dvacet let. Zpočátku byl členem Chorvatské národní strany, pak působil v Straně práva.
Byl i poslancem Říšské rady (celostátního parlamentu Předlitavska), kam usedl ve volbách roku 1891 za kurii venkovských obcí v Dalmácii, obvod Zadar, Pag, Rab atd. Ve volebním období 1891–1897 se uvádí jako Nikolaus Dapar, statkář a starosta, bytem Benkovac.
Po volbách roku 1891 se uvádí jako člen Hohenwartova klubu. Od roku 1893 zasedal v Klubu nezávislých chorvatských a slovinských poslanců.